# 发耳镇
发耳镇，是中华人民共和国贵州省六盤水市水城区下辖的一个乡镇级行政单位。
2012年11月5日，贵州省人民政府批复同意撤销发耳布依族苗族彝族乡，设置发耳镇，镇政府驻大寨村。

## 行政区划
发耳镇下辖以下地区：
大寨村、发耳村、店子村、马口村、营昌村、木角寨村、双井村、河坝村、白岩脚村、新龙村、新光村、新联村、先进村、民主村和跃进村。